# Lino Gallino
Lino Gallino (Sampierdarena, 2 ottobre 1908 – Cervia, 6 agosto 1975) è stato un calciatore italiano, di ruolo portiere.

## Biografia
Laureato in chimica tecnica e fisica con il massimo dei voti e la lode, fu in seguito assistente di fisica sperimentale presso la Regia Università degli Studi di Genova.

## Carriera
Con la Sampierdarenese disputa 20 gare nei campionati di Prima Divisione 1925-1926 e Divisione Nazionale 1926-1927, conquistando anche una convocazione in Nazionale Universitaria.
Gioca altre 8 partite in massima serie con la Dominante nella stagione 1927-1928. Rimane una stagione senza giocare più in prima squadra.